# Johannes Züll

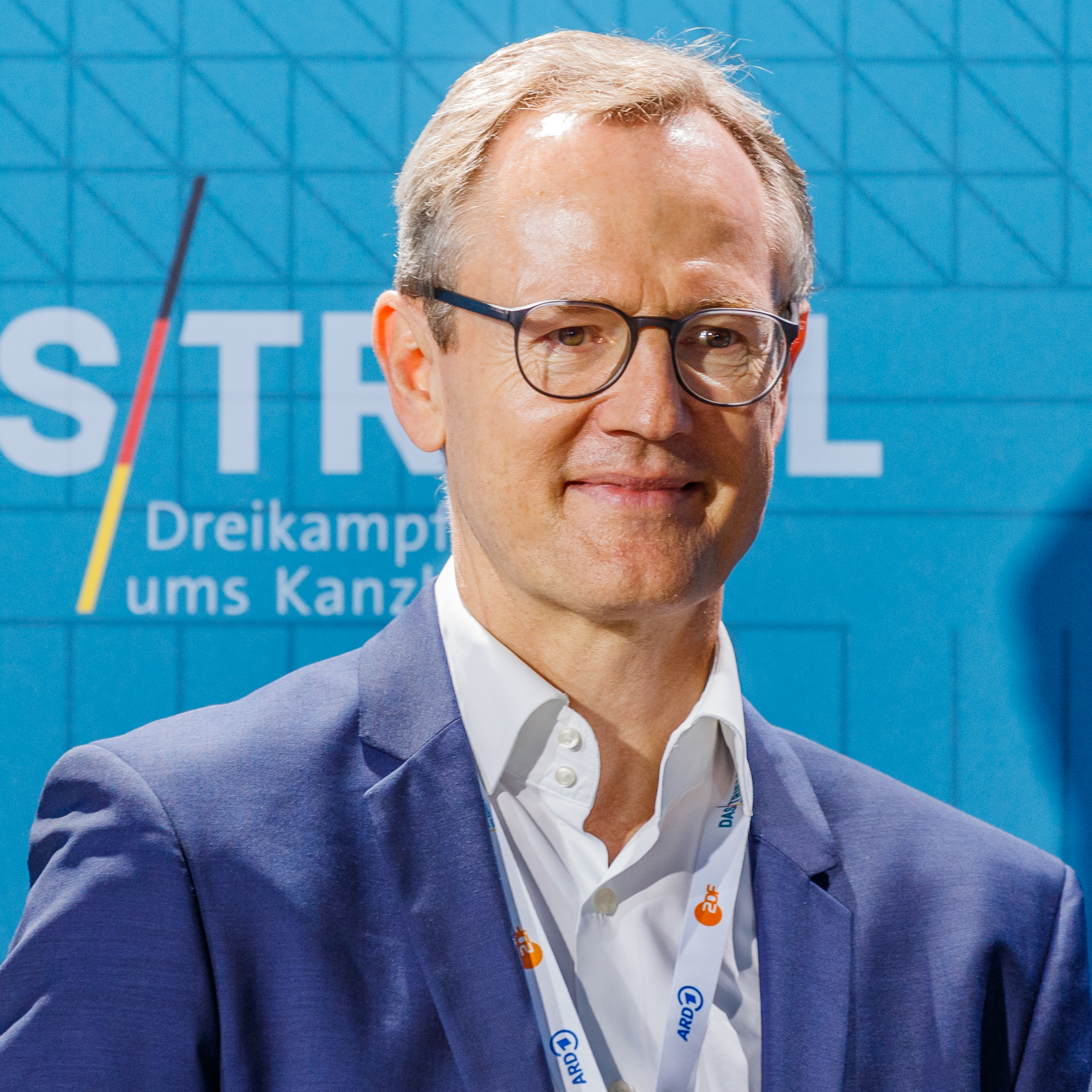
Züll 2021 beim TV-Triell

Johannes Züll (* 5. Mai 1965 in Nürnberg) ist ein deutscher Manager der Medienbranche.

## Leben
Nach seinem Studium der Wirtschaftswissenschaft an der Universität St. Gallen begann Johannes Züll seine berufliche Karriere bei der Boston Consulting Group. Er war dann als „Executive Vice President“ für Internet und neue Technologien bei der RTL Group in Luxemburg beschäftigt. Von 2002 bis 2003 war der gelernte Wirtschaftswissenschaftler dann Geschäftsführer von RTL Newmedia.
Ab März 2003 leitete er als alleiniger Geschäftsführer den deutschen Nachrichtensender n-tv. Am 1. September 2007 wurde er Geschäftsführer bei RTL Interactive. Dort löste er Constantin Lange ab, der das Unternehmen auf eigenen Wunsch verließ. Zusätzlich übernahm Züll die Leitung der strategischen Unternehmensentwicklung der RTL-Gruppe Deutschland. Sein Nachfolger bei n-tv wurde Hans Demmel, der zuvor Magazinchef bei RTL war.
Ende Juni 2008 verließ Züll die Mediengruppe RTL Deutschland und wurde am 1. Juli 2008 CEO Deutschland der Aegis Media Gruppe. Zum 31. August 2009 trennte er sich von dem Unternehmen „in gegenseitigem Einvernehmen“.  Züll kehrte zur RTL-Gruppe zurück und wurde ab 1. September 2009 Geschäftsführer von RTL Televizija in Kroatien. Er folgte hier auf Christoph Mainusch, der CEO der Alpha Media Group wurde. 2013 soll Züll seinen Vertrag bei RTL Televizija um weitere drei Jahre verlängert haben. Zum 1. Juli 2014 wechselt Züll aus Kroatien nach Hamburg. Er übernahm dort als Vorsitzender der Geschäftsführung die Führung der Studio Hamburg Gruppe.